# Ana Boban
Ana Boban (Split, 12. prosinca 1947.) bivša hrvatska plivačica, bivša državna reprezentativka u plivanju slobodnim stilom.
Prvakinja SFRJ na 100 m slobodno bila je od 1963. do 1972. godine, na 200 m slobodno od 1969. do 1972. godine, na 400 m slobodno od 1969. do 1971. godine, na 800 metara slobodno također od 1969. do 1971. godine, na 100 i 200 m leptir 1969. godine, na 200 m mješovito 1969. godine, na 400 m mješovito državna je prvakinja od 1969. do 1971. godine. Članica je plivačke ekipe Jadrana koja je bila državni prvak na 4x100 m slobodno 1963. godine, kao i na 4x100 mješovito iste godine. Godine 1969. bila je prvakinja države u osam disciplina te pobjednica na međunarodnim mitinzima u Bonnu i Bremenu. Državni rekord na 100 i 200 metara slobodno držala je četiri godine.
Na Mediteranskim igrama 1971. godine u turskom gradu Izmiru osvojila je zlatnu medalju na 100 m slobodno i srebrnu na 200 m mješovito. Sudjelovala je na Olimpijskim igrama 1968. godine u Meksiku. Zajedno sa Zdenkom Gašparac, Đurđicom Bjedov i Mirjanom Šegrt bila je članica mješovite štafete 4×100. Zbog preranog skoka u bazen, ekipa je diskvalificirana.
Najboljom sportašicom Jugoslavije i Hrvatske u izboru Sportskih novosti proglašena je 1969., a iste godine u anketi čitatelja Slobodne Dalmacije proglašena je i najboljim sportašem u Dalmaciji.